# Wolf Jacob Nothaft

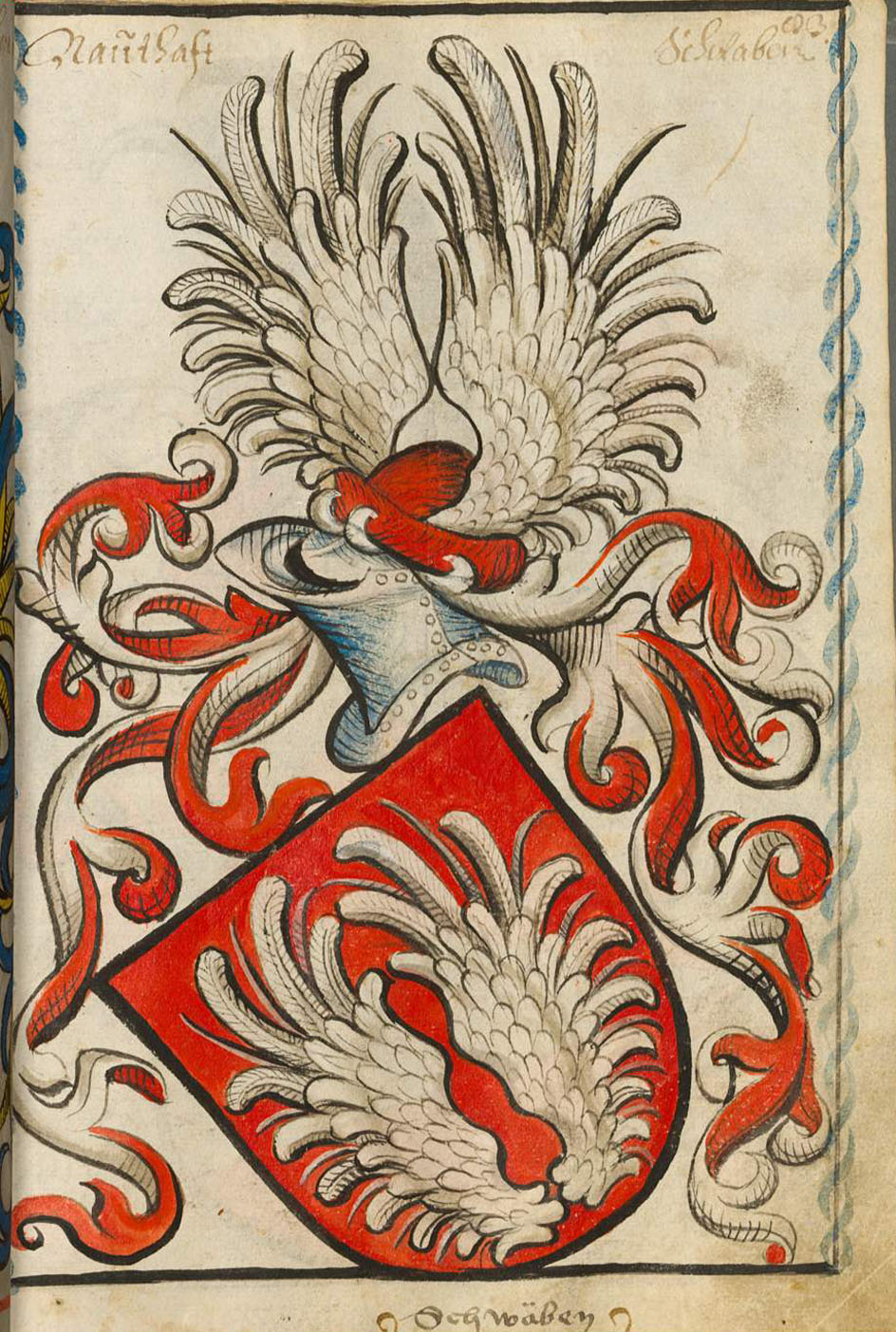
Stammwappen der Nothaft von Hohenberg, aus Scheiblersches Wappenbuch, zwischen 1450 und 1480

Der Reichsritter Wolfgang Jacob Nothaft von Hohenberg (* 1564; † 1619 in Hochberg), zumeist kurz Wolf Jacob Nothaft genannt, war Truchsess am württembergischen Hof, Ritterrat und Truhenmeister im Ritterkanton Kocher sowie Ortsherr der reichsritterschaftlichen Herrschaft Hochberg (heutige Remsecker Stadtteile Hochberg und Hochdorf).

## Familie
Wolf Jacob Nothaft wurde 1564 als Sohn des Reichsritters und württembergischen Hofmeisters Johann Dietrich Nothaft und dessen zweiter Ehefrau Barbara von Reischach geboren. Er gehört somit zur Hochberger Linie der Familie Nothaft von Hohenberg. In erster Ehe war er seit 1590 mit Sabina von Laiming verheiratet, ab 1609 in zweiter Ehe mit Dorothea von Weiler.
Zu den sechs Söhnen aus Wolf Jacobs Ehe mit Sabina von Laiming, kam noch ein 1612 geborener Sohn Johann aus der zweiten Ehe mit Dorothea von Weiler sowie mindestens ein weiteres Kind aus zweiter Ehe sowie mit Agnes Maria (1595–1616), Sabina Elisabetha (1598–1646) und Magdalena (1603–1649) drei Töchter aus erster Ehe.

## Werdegang

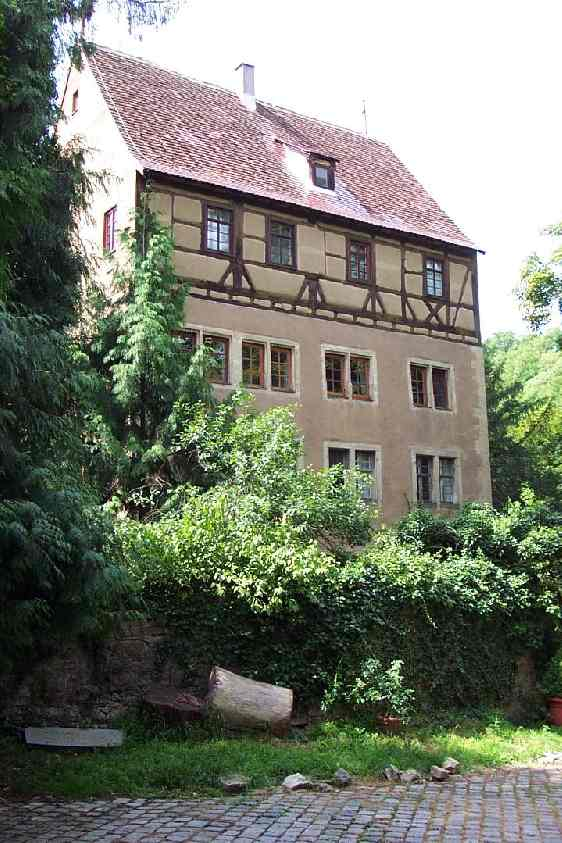
Torhaus von Schloss Hochberg; durch Heinrich Schickhardt im Auftrag von Wolf Jacob Nothaft errichtet

Wolf Jacob Nothafts Schulunterricht wurde zuerst durch den heimischen Pfarrer in Hochberg durchgeführt und im Anschluss daran durch den Pfarrer von Aldingen am Neckar. Dort saßen die Herren von Kaltental, aus deren Familie beide Großmütter Wolf Jacobs sowie die erste Ehefrau seines Vaters stammten. Im Weiteren wurde Wolf Jacob in der Lateinschule in Marbach am Neckar von Simon Studion unterrichtet, bevor er 1578–82 in Tübingen studierte. Im Anschluss unternahm er eine vierjährige Bildungsreise durch Italien, Frankreich und England.
Von 1586 bis 1600 fungierte er als Truchsess am Württembergischen Hof unter Herzog Ludwig, der 1590 auch die Hochzeitsfeier von Wolf Jacob mit Sabina von Laiming ausrichten ließ. Nach dem Tod seines Vaters im Jahr 1592 übernahm Wolf Jacob die Ortsherrschaft über Hochberg, die er schrittweise erweiterte. 1593 beauftragte er den württembergischen Hofbaumeister Heinrich Schickhardt die alte Burg Hochberg in ein Renaissance-Schloss umzubauen. 1596 wurde Wolf Jacob in den Ritterrat des Kanton Kochers berufen und als Nachfolger des Wolf Heinrich Schilling von Cannstatt zum Truhenmeister gewählt. 1604 musste er das Amt des Truhenmeisters wieder an Philipp Hans von Kaltental abgeben, blieb jedoch als Ritterat aktiv. Im Jahr 1600 veranlasste er den württembergischen Hofhistoriker Oswald Gabelkover die Historia Nothafftiana, die Geschichte der Familie Nothaft, zu verfassen. 1609 kaufte er von Herzog Johann Friedrich die Ortsherrschaft über Hochdorf, das er seiner Herrschaft Hochberg eingliederte. Auch das Hochdorfer Schloss ließ er durch Heinrich Schickhardt umbauen und modernisieren. Im April 1619 wurde Wolf Jacob als zu diesem Zeitpunkt mit Abstand dienstältester Ritterrat zusammen mit Friedrich von Plieningen als Direktor des Kantons bezeichnet. Die formale Einführung eines Direktorenamtes erfolgte aber erst nach seinem Tod.
Wolf Jacob starb zu Weihnachten im Jahr 1619 und wurde in der Hochberger Schlosskirche bestattet. Infolge des Abrisses der alten Kirche im Jahr 1854 soll sein Epitaph nach Schloss Hochberg gebracht worden sein, wurde wohl aber zusammen mit anderen Epitaphen um 1860 zugunsten einer neuen Orgel versteigert und ist seither verschollen.

## Nachkommen
Seine Söhne teilten das Erbe des Vaters zunächst untereinander auf. Sein ältester Sohn Johann Erasmus Nothaft folgte dem Vater zudem als Ritterrat im Kanton Kocher und wurde 1640 zum Direktor des Kantons gewählt, konnte das Amt aber nicht mehr antreten, da er im selben Jahr verstarb. Mehrere Versuche, die Herrschaft Hochberg wieder in einer Hand zu vereinen, scheiterten zunächst in den Wirren des Dreißigjährigen Krieges oder waren nur von kurzer Dauer, bevor die Herrschaft nach mehreren Todesfällen in den Händen Philipp Jacob Nothafts, des letzten überlebenden Sohnes von Wolf Jacob, wieder zusammengeführt wurde.